# Lijst van gemeenten in het departement Ardennes

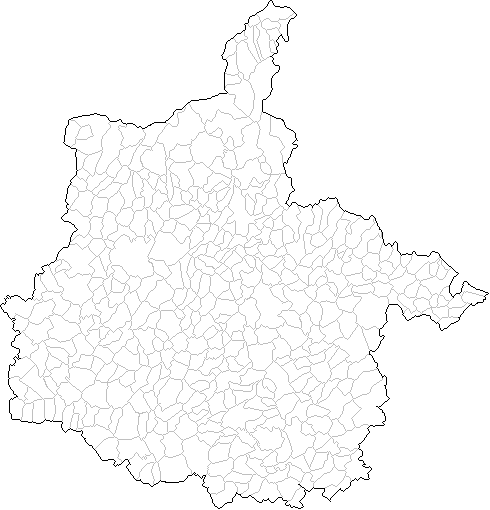
Gemeenten in Ardennes

Hieronder volgt een lijst van de 449 gemeenten (communes) in het Franse departement Ardennes (departement 08).

## A
Acy-Romance
- Aiglemont
- Aire
- Alincourt
- Alland'Huy-et-Sausseuil
- Amagne
- Ambly-Fleury
- Anchamps
- Angecourt
- Annelles
- Antheny
- Aouste
- Apremont
- Ardeuil-et-Montfauxelles
- Les Grandes-Armoises
- Les Petites-Armoises
- Arnicourt
- Arreux
- Artaise-le-Vivier
- Asfeld
- Attigny
- Aubigny-les-Pothées
- Auboncourt-Vauzelles
- Aubrives
- Auflance
- Auge
- Aure
- Aussonce
- Authe
- Autrecourt-et-Pourron
- Autruche
- Autry
- Auvillers-les-Forges
- Avançon
- Avaux
- Les Ayvelles

## B
Baâlons
- Bairon et ses environs
- Balan
- Balham
- Ballay
- Banogne-Recouvrance
- Barbaise
- Barby
- Bar-lès-Buzancy
- Bayonville
- Bazeilles
- Beaumont-en-Argonne
- Beffu-et-le-Morthomme
- Belleville-et-Châtillon-sur-Bar
- Belval
- Belval-Bois-des-Dames
- Bergnicourt
- La Berlière
- Bertoncourt
- La Besace
- Biermes
- Bièvres
- Bignicourt
- Blagny
- Blanchefosse-et-Bay
- Blanzy-la-Salonnaise
- Blombay
- Bossus-lès-Rumigny
- Bouconville
- Boult-aux-Bois
- Boulzicourt
- Bourcq
- Bourg-Fidèle
- Bouvellemont
- Bogny-sur-Meuse
- Brécy-Brières
- Brévilly
- Brienne-sur-Aisne
- Brieulles-sur-Bar
- Briquenay
- Brognon
- Bulson
- Buzancy

## C
Carignan
- Cauroy
- Cernion
- Chagny
- Chalandry-Elaire
- Challerange
- Champigneulle
- Champigneul-sur-Vence
- Champlin
- La Chapelle
- Chappes
- Charbogne
- Chardeny
- Charleville-Mézières
- Charnois
- Château-Porcien
- Chatel-Chéhéry
- Le Châtelet-sur-Sormonne
- Le Châtelet-sur-Retourne
- Chaumont-Porcien
- Chémery-Chéhéry
- Chesnois-Auboncourt
- Cheveuges
- Chevières
- Chilly
- Chooz
- Chuffilly-Roche
- Clavy-Warby
- Cliron
- Condé-lès-Herpy
- Condé-lès-Autry
- Contreuve
- Cornay
- Corny-Machéroménil
- Coucy 
- Coulommes-et-Marqueny
- La Croix-aux-Bois

## D
Daigny
- Damouzy
- Les Deux-Villes
- Deville
- Dom-le-Mesnil
- Dommery
- Donchery
- Doumely-Bégny
- Doux
- Douzy
- Draize
- Dricourt

## E
L'Écaille
- L'Échelle
- Écly
- Écordal
- Escombres-et-le-Chesnois
- Estrebay
- Étalle
- Éteignières
- Étrépigny
- Euilly-et-Lombut
- Évigny
- Exermont

## F
Fagnon
- Faissault
- Falaise
- Faux
- Fépin
- La Férée
- La Ferté-sur-Chiers
- Flaignes-Havys
- Fleigneux
- Fléville
- Fligny
- Flize
- Floing
- Foisches
- Fossé
- Fraillicourt
- Francheval
- La Francheville
- Le Fréty
- Fromelennes
- Fromy
- Fumay

## G
Germont
- Gernelle
- Gespunsart
- Girondelle
- Givet
- Givonne
- Givron
- Givry
- Glaire
- Gomont
- Grandchamp
- Grandham
- Grandpré
- La Grandville
- Grivy-Loisy
- Gruyères
- Gué-d'Hossus
- Guignicourt-sur-Vence
- Guincourt

## H
Hagnicourt
- Ham-les-Moines
- Ham-sur-Meuse
- Hannappes
- Hannogne-Saint-Martin
- Hannogne-Saint-Rémy
- Haraucourt
- Harcy
- Hargnies
- Harricourt
- Haudrecy
- Haulmé
- Les Hautes-Rivières
- Hauteville
- Hauviné
- Haybes
- Herbeuval
- Herpy-l'Arlésienne
- Hierges
- La Horgne
- Houdilcourt
- Houldizy

## I
Illy
- Imécourt
- Inaumont
- Issancourt-et-Rumel

## J
Jandun
- Joigny-sur-Meuse
- Jonval
- Juniville
- Justine-Herbigny

## L
Laifour
- Lalobbe
- Lametz
- Lançon
- Landres-et-Saint-Georges
- Landrichamps
- Launois-sur-Vence
- Laval-Morency
- Leffincourt
- Lépron-les-Vallées
- Létanne
- Liart
- Linay
- Liry
- Logny-Bogny
- Longwé
- Lonny
- Lucquy
- Lumes

## M
Machault
- Maisoncelle-et-Villers
- Malandry
- Manre
- Maranwez
- Marby
- Marcq
- Margny
- Margut
- Marlemont
- Marquigny
- Mars-sous-Bourcq
- Marvaux-Vieux
- Matton-et-Clémency
- Maubert-Fontaine
- Mazerny
- Les Mazures
- Ménil-Annelles
- Ménil-Lépinois
- Mesmont
- Messincourt
- Mogues
- Moiry
- La Moncelle
- Mondigny
- Montcheutin
- Montcornet
- Montcy-Notre-Dame
- Le Mont-Dieu
- Montgon
- Monthermé
- Monthois
- Montigny-sur-Meuse
- Montigny-sur-Vence
- Mont-Laurent
- Montmeillant
- Mont-Saint-Martin
- Mont-Saint-Remy
- Mouron
- Mouzon
- Murtin-et-Bogny

## N
Nanteuil-sur-Aisne
- Neuflize
- Neufmaison
- Neufmanil
- La Neuville-à-Maire
- La Neuville-aux-Joûtes
- Neuville-lez-Beaulieu
- La Neuville-en-Tourne-à-Fuy
- Neuville-Day
- Neuville-lès-This
- La Neuville-lès-Wasigny
- Neuvizy
- Noirval
- Nouart
- Nouvion-sur-Meuse
- Nouzonville
- Novion-Porcien
- Novy-Chevrières
- Noyers-Pont-Maugis

## O
Oches
- Olizy-Primat
- Omicourt
- Omont
- Osnes

## P
Pauvres
- Perthes
- Poilcourt-Sydney
- Poix-Terron
- Pouru-aux-Bois
- Pouru-Saint-Remy
- Prez
- Prix-lès-Mézières
- Puilly-et-Charbeaux
- Puiseux
- Pure

## Q
Quatre-Champs
- Quilly

## R
Raillicourt
- Rancennes
- Raucourt-et-Flaba
- Regniowez
- Remaucourt
- Remilly-Aillicourt
- Remilly-les-Pothées
- Renneville
- Renwez
- Rethel
- Revin
- Rilly-sur-Aisne
- Rimogne
- Rocquigny
- Rocroi
- Roizy
- La Romagne
- Rouvroy-sur-Audry
- Rubigny
- Rumigny

## S
La Sabotterie
- Sachy
- Sailly
- Saint-Aignan
- Saint-Clément-à-Arnes
- Saint-Étienne-à-Arnes
- Saint-Fergeux
- Saint-Germainmont
- Saint-Jean-aux-Bois
- Saint-Juvin
- Saint-Lambert-et-Mont-de-Jeux
- Saint-Laurent
- Saint-Loup-en-Champagne
- Saint-Loup-Terrier
- Saint-Marceau
- Saint-Marcel
- Sainte-Marie
- Saint-Menges
- Saint-Morel
- Saint-Pierre-à-Arnes
- Saint-Pierremont
- Saint-Pierre-sur-Vence
- Saint-Quentin-le-Petit
- Saint-Remy-le-Petit
- Sainte-Vaubourg
- Sapogne-sur-Marche
- Sapogne-et-Feuchères
- Saulces-Champenoises
- Saulces-Monclin
- Sault-lès-Rethel
- Sault-Saint-Remy
- Sauville
- Savigny-sur-Aisne
- Séchault
- Sécheval
- Sedan
- Semide
- Semuy
- Senuc
- Seraincourt
- Sery
- Seuil
- Sévigny-la-Forêt
- Sévigny-Waleppe
- Signy-l'Abbaye
- Signy-le-Petit
- Signy-Montlibert
- Singly
- Sommauthe
- Sommerance
- Son
- Sorbon
- Sorcy-Bauthémont
- Sormonne
- Stonne
- Sugny
- Sury
- Suzanne
- Sy

## T
Tagnon
- Taillette
- Tailly
- Taizy
- Tannay
- Tarzy
- Tétaigne
- Thelonne
- Thénorgues
- Thilay
- Thin-le-Moutier
- This
- Le Thour
- Thugny-Trugny
- Toges
- Touligny
- Tourcelles-Chaumont
- Tournavaux
- Tournes
- Tourteron
- Tremblois-lès-Carignan
- Tremblois-lès-Rocroi

## V
Vandy
- Vaux-Champagne
- Vaux-en-Dieulet
- Vaux-lès-Mouron
- Vaux-lès-Rubigny
- Vaux-lès-Mouzon
- Vaux-Montreuil
- Vaux-Villaine
- Vendresse
- Verpel
- Verrières
- Viel-Saint-Remy
- Vieux-lès-Asfeld
- Villers-devant-le-Thour
- Villers-devant-Mouzon
- Villers-le-Tilleul
- Villers-le-Tourneur
- Villers-Semeuse
- Villers-sur-Bar
- Villers-sur-le-Mont
- Ville-sur-Lumes
- Ville-sur-Retourne
- Villy
- Vireux-Molhain
- Vireux-Wallerand
- Vivier-au-Court
- Voncq
- Vouziers
- Vrigne aux Bois
- Vrigne-Meuse

## W
Wadelincourt
- Wagnon
- Warcq
- Warnécourt
- Wasigny
- Wignicourt
- Williers

## Y
Yoncq
- Yvernaumont